# NRO
NRO (National Reconnaissance Office, hrv. Državni ured za izviđanje) je američka obavještajna agencija. Nalazi se u Chantillyu, Virginia, jedna je od 16 obavještajnih agencija u Sjedinjenim Američkim Državama. Osnovana je primarno radi upravljanja (IMINT) izviđačkim satelitima Savezne vlade SAD-a. Također, obavlja prikupljanje i analizu informacija iz izviđačkih zrakoplova i satelita za vojnu obavještajnu službu i Centralnu obavještajnu agenciju. Ova agencija se nalazi u sklopu Ministarstva obrane SAD-a.

## Vanjske poveznice
- Službena stranica (engl.)
- National Security Archive: "NRO Declassified"
- Deklasificirani dokumenti NRO-a